# McGregor (Iowa)
McGregor es una ciudad ubicada en el condado de Clayton en el estado estadounidense de Iowa. En el Censo de 2010 tenía una población de 871 habitantes y una densidad poblacional de 257,89 personas por km².

## Geografía
McGregor se encuentra ubicada en las coordenadas 43°1′43″N 91°11′9″O / 43.02861, -91.18583. Según la Oficina del Censo de los Estados Unidos, McGregor tiene una superficie total de 3.38 km², de la cual 3.37 km² corresponden a tierra firme y (0.15%) 0.01 km² es agua.

## Demografía
Según el censo de 2010, había 871 personas residiendo en McGregor. La densidad de población era de 257,89 hab./km². De los 871 habitantes, McGregor estaba compuesto por el 96.9% blancos, el 0.11% eran afroamericanos, el 0.34% eran amerindios, el 0.46% eran asiáticos, el 0.23% eran isleños del Pacífico, el 0% eran de otras razas y el 1.95% pertenecían a dos o más razas. Del total de la población el 1.72% eran hispanos o latinos de cualquier raza.